# Jewish Voice from Germany
Die Jewish Voice from Germany war eine deutsch-jüdische Zeitung, die vom 2. Januar 2012 bis zum 25. April 2019 vierteljährlich in deutscher und englischer Sprache  im Tabloid bzw. halbnordischen Format erschien.
Die von dem Publizisten Rafael Seligmann herausgegebene Zeitschrift berichtete über Politik, Wirtschaft, Kultur und Religion und richtete sich an einen internationalen Leserkreis. Chefredakteure waren Hartmut Bomhoff und Elisabeth Neu. Die in Berlin produzierte unabhängige Zeitschrift wurde durch Anzeigen finanziert.
Die englischsprachige Auflage belief sich auf 50.000 Exemplare und wurde vor allem in den Vereinigten Staaten, in Westeuropa und in Israel gelesen. Deutschsprachig erschien die Jewish Voice from Germany als Beilage der Welt. Herausgeber Seligmann sah den Erfolg im Gegenwartsbezug der Zeitung: Endlich gebe es wieder eine lebendige jüdische Gemeinde in Deutschland, die auch international auf Interesse stoße.
Mit der 25. Ausgabe wurde das Erscheinen im April 2019 eingestellt.